# 1651
1651 (MDCLI) fue un año común comenzado en domingo, según el calendario gregoriano.

## Acontecimientos
- Baltasar Gracián publica la primera parte de El criticón (1651-1657).
- Publicación de Leviatán, de Thomas Hobbes.
- Aparece pintado en un muro de la zona de Pachacamilla, en Lima, la imagen del Señor de los Milagros, por manos de un esclavo de Angola.
- 1 de enero: Carlos II de Inglaterra es coronado rey de Escocia.
- 3 de febrero: el Parlamento de París exige la destitución del cardenal Mazarino como primer ministro.
- 22 de febrero: en el mar del Norte, una marea ciclónica inunda la costa de Alemania. Mueren más de 15 000 personas.
- 4 y 5 de marzo: en el mar del Norte, una marea ciclónica rompe diques en la costa de los Países Bajos. Mueren pocas personas.
- 14 de octubre: riada de san Calixto, del río Segura (en Murcia), que alcanzó 1700 m³/s y causó la muerte de más de 1000 personas.
- En Roma (Italia), Gian Lorenzo Bernini esculpe la Fuente de los Cuatro Ríos en la plaza Navona.
- En el Imperio Otomano, finaliza la segunda regencia de Kösem Sultan debido a su muerte, y es sustituida por su nuera Turhan Sultan.
- Turhan Sultan se convierte en la segunda y última regente oficial del Imperio Otomano hasta 1683.

## Nacimientos
- 20 de enero: George Wheler, arqueólogo británico (f. 1724).
- 10 de abril: Ehrenfried Walther von Tschirnhaus, matemático e inventor alemán.
- 30 de abril: Juan Bautista de la Salle, sacerdote y pedagogo francés (f. 1719).
- 12 de noviembre: sor Juana Inés de la Cruz, escritora y religiosa hispano-mexicana.
- 21 de diciembre: Tomás Vicente Tosca, arquitecto y matemático español.

## Fallecimientos
- Alonso de Ovalle, cronista chileno.
- Kösem Sultan: consorte del sultán Ahmed I, y primera mujer regente del Imperio otomano durante la minoría de edad de su hijo Murad IV (1623-1632) y finalmente su nieto menor Mehmed IV (1648-1651). Fue Valide Sultan (reina madre) desde 1623 hasta 1651.
- 5 de abril: Timoteo Pérez Vargas, Obispo Italiano de Bagdad.